# Callicebus oenanthe
El tití del río Mayo, huicoco de los Andes o tocón colorado (Callicebus oenanthe) es un primate platirrino de la familia de los pitécidos.

## Distribución
Esta especie es endémica de la cuenca del río Mayo, al norte del río Huayabamba y al oeste del río Huallaga en el departamento de San Martín, Perú. Se encuentra en los bosques tropicales entre los 750 y 950 m de altitud, tanto en tierra firme como en áreas estacionalmente inundadas.

## Descripción
El pelaje es abundante y de color marrón en la espalda y la parte exterior de las extremidades; en tanto que presenta color anaranjado en el pecho, el abdomen y la parte interna de las extremidades. La cabeza es pequeña y redondeada, el rostro está rodeado por una franja de pelo blanco en forma de anteojos, sobre el hocico el pelo vuelve grisáceo y en la garganta es abundante y anaranjado. En el macho la franja frontal blanca se prolonga sobre la cabeza formando una extensión triangular o penacho color crema o blancuzco; en la hembra la franja frontal es simplemente más clara en visible contraste con el resto de pelambre color agutí, mientras que las patillas son blancas. La cola es peluda, de color marrón acastaño oscuro y no es prensil.

## Comportamiento y alimentación
Son diurnos, arborícolas y monógamos. Viven en grupos familiares pequeños constituidos por un macho y una hembra adultos y sus crías de diferentes edades, que aprovechan un territorio de 2,5 hectáreas. La dieta consiste principalmente de insectos (45%) y frutas (39%), aunque consumen también las semillas, flores, hojas y partes de la planta. Comparten el territorio con tamarinos Saguinus fuscicollis.